# Cratere Huxley (Marte)
Huxley è un cratere sulla superficie di Marte.
Il cratere è dedicato al biologo britannico Thomas Henry Huxley.